# Уйташ (Дагестан)
Уйташ — упразднённый населённый пункт (тип: железнодорожный разъезд) на территории Карабудахкентского района Дагестана Российской Федерации. Входил в Манаскентский сельсовет Махачкалинского района Дагестанской АССР. Ныне отдельные дворы Уйташкутан.

## География
Находится на территории остановочного пункта Уйташ.

## История
Точная дата упразднения неизвестна.

## Инфраструктура
Вблизи Уйташкутана находится электроподстанция ПС/330/110/10кВ «Махачкала-330»

## Транспорт
Остановочный пункт Уйташ на линии Махачкала — Дербент.
В 3,5 км к востоку расположен аэропорт Уйташ.